# Lukas Klostermann
Lukas Manuel Klostermann (* 3. června 1996) je německý fotbalista, který hraje na pozici pravého obránce nebo středního obránce za RB Lipsko a německou reprezentaci. Jeho sestra Lisa Klostermannová je bývalá fotbalistka.

## Reprezentační kariéra
V únoru 2013 byl povolán do reprezentace U17. 10. února 2013 debutoval proti Nizozemsku.
V září 2014 byl povolán do reprezentace U19. 5. září 2014 debutoval v zápase proti Nizozemsku. 8. září 2014 utrpěl v zápase s Anglií otřes mozku a byl střídán. 28. března 2015 nastoupil proti Irsku jako kapitán. Byl povolán na Mistrovství Evropy U19 2015. Odehrál všechny tři zápasy ve skupině, že které Německo nepostoupilo.
V srpnu 2015 byl povolán do reprezentace U21. Debutoval 3. září 2015 proti Dánsku. V roce 2017 byl po téměř roční absenci v reprezentaci povolán znova, 1. září nastoupil proti Maďarsku. 27. března 2018 byl kapitánem reprezentace U21 v zápase proti Kosovu. V červnu 2019 byl povolán na Mistrovství Evropy U21 2019. Německo na turnaji postoupilo do finále, kde podlehlo Španělsku.

### Letní olympijské hry 2016
V červenci 2016 byl Klostermann povolán do olympijské reprezentace. 4. srpna 2016 odehrál zápas s Mexikem. 10. srpna 2016 vstřelil gól Nigérii. Německo nakonec ve finále podlehlo Brazílii.

### Seniorská reprezentace
V roce 2019 byl poprvé povolán do seniorské reprezentace. 19. května 2021 byl vybrán do sestavy pro Mistrovství Evropy ve fotbale 2020. Byl také součástí sestavy na Mistrovství světa ve fotbale 2022.

## Úspěchy

### RB Lipsko
- DFB-Pokal: 2021/22, 2022/23, druhé místo: 2020/21
- DFL-Supercup: 2023

### Německo U21
- Vicemistr mistrovství Evropy hráčů do 21 let: 2019

### Německo U23
- Stříbrná medaile z letních olympijských her: 2016

### Individuální
- Fritz Walter Medal (U19, bronz): 2015